# 北羽新報
北羽新報（ほくうしんぽう）は、株式会社北羽新報社が発行する新聞である。秋田県内の能代市、三種町、八峰町、藤里町を発行エリアとする。
かつて大館市、北秋田市、上小阿仁村では関連会社の大館新報社を設立して「おおだて新報」を発行していたが、2015年3月31日を以って休刊した。ともに朝刊のみの発行である。

## 沿革

### 略歴
1895年（明治28年）5月に「能代商報」として秋田県山本郡能代港町（現能代市）で創刊された。その後1903年（明治36年）8月に「能代新報」、1910年（明治43年）12月20日に羽後の国の北部（秋田県北部）をエリアとした新聞という意味を込め現在の「北羽新報」に改題した。創刊者はこの地域の政治家で文化人であり、正岡子規らとも親交のあった島田豊三郎（五空）。
創刊時は能代港町の商品相場を伝える情報誌だったが、明治の後期は「乾燥なる理的教育を排す」「文学美術を解せざる種族を陋とす」「我徒は良民の意志に反する総てのものを撃つ」などを宣言、地域に密着したニュース全般を掲載する新聞として形を整えていった。
戦時の一県一紙の新聞統制により一時休刊したが、戦後の1945年（昭和20年）12月に復刊。能代山本地域をエリアに地域密着型の紙面づくりで徐々に読者の支持を広げ、1980年（昭和55年）2月29日に秋田県の大館・北秋地域をエリアとした「大館新報」（後の「おおだて新報」）を発刊した。1974年（昭和49年）7月に日本新聞協会に加盟。
昭和30年代には日刊紙では全国2番目の鉛活字を使わない写真植字による新聞制作（コールド・タイプ・システム）に踏み切り、昭和60年代にはMacintoshを全面的にベース（編集・広告）にした新聞制作を行っている。主催事業は、半世紀を超える歴史を持つ「400歳野球大会」、地域の児童生徒の情操教育向上を目的とした「北羽美術展」（元北羽児童美術展）などがある。社是は「代天行道」（天に代わって道を行う）。
2015年3月2日、31日付けで、おおだて新報を休刊することを発表。大館新報社の社員16人全員を解雇した。物価高騰によるコスト増、広告収入減少、域内人口の減少を理由としている。廃刊時の公称部数は約5,000部。大館新報社自体は存続する。

### 年表
- 1895年5月 - 島田五空が「能代商報」創刊。毎月2回発行。
- 1903年8月 - 能代商報を「能代新報」に改題。毎月3の日（月3回）発行。
- 1910年12月 - 能代新報を「北羽新報」に改題。月10回発行。
- 1935年9月 - 日刊紙に。ただし日曜、祭日の翌日休刊。
- 1936年 - 250歳野球大会（現400歳野球大会）を主催。
- 1942年5月 - 戦時の新聞統制により北羽新報5909号を最後に休刊。
- 1945年12月 - 3年半ぶりで再刊。週2回（水、土曜日）発行。
- 1946年5月 - 週2回発行から週3回発行へ。
- 1948年12月 - 週3回発行から日刊に。
- 1960年8月 - 北羽新報の紙齢1万号を迎える。
- 1966年1月 - 日刊紙では日本で2番目の鉛活字を使わない新聞製作システムおよびオフセット印刷開始。
- 1968年11月 - 第1回北羽児童美術展主催。
- 1974年7月 - 日本新聞協会に加盟。
- 1980年9月 - 秋田県の大館・北秋8市町村をエリアとした「大館新報」（現おおだて新報）創刊。
- 1988年7月 - 北羽新報が2万号を迎える。
- 1994年10月 - コンピューターネットワークシステムを導入。Macintoshでフルページの紙面製作開始。
- 2005年10月 - 「大館新報」を「おおだて新報」と改題。
- 2015年3月 - 31日の朝刊をもっておおだて新報を休刊。

## 事業所

### 本社
- 秋田県能代市西通町3-2

### 支社
- 東京支社
  - 千葉県市川市市川南1-1-8-607
- 仙台支社
  - 宮城県仙台市青葉区堤町1-2-44
- 秋田支社
  - 秋田県秋田市山王6-1-13
- 大館支社
  - 秋田県大館市赤館町1-7

### 支局
- 二ツ井支局
  - 秋田県能代市二ツ井町三千刈80-31